# Daniel Kolak
Daniel Kolak (né en 1955 à Zagreb, en Croatie) est un philosophe américano-croate qui œuvre principalement dans les domaines de la philosophie de l'esprit, de l'identité personnelle, des sciences cognitives, de la philosophie des sciences, de la philosophie de la religion et de l'esthétique. Il est professeur de philosophie à l’Université William Paterson du New Jersey et membre du Centre des sciences cognitives de l’Université Rutgers (RuCCS). Il est aujourd'hui principalement connu pour sa réhabilitation et sa réactualisation d'une forme de monopsychisme qu'il nomme Open Individualism (« individualisme ouvert »), théorie métaphysique d'après laquelle nous existons tous comme un unique sujet numériquement identique quels que soient l'individu et le temps considérés. 
Auteur très prolifique, Daniel Kolak est également le fondateur de la thérapie philosophique connue sous le nom de dynamique cognitive. 

## Publications principales
- Cognitive Science, Londres, Routledge, 2006.  (ISBN 978-0-415-22101-6)
- I Am You: The Metaphysical Foundations for Global Ethics, Dordrecht, the Netherlands: Synthese Library, Springer, 2004.  (ISBN 1-4020-2999-3)
- Quantifiers, Questions and Quantum Physics, (avec John Symons), New York, Springer, 2004.  (ISBN 1-4020-3210-2)
- On Jaakko Hintikka, Boston, Wadsworth, 2001.  (ISBN 0-534-58389-X)
- In Search of Myself: Life, Death and Personal Identity, Boston, Wadsworth, 1999.  (ISBN 0-534-23928-5)
- Wittgenstein's Tractatus, New York, McGraw-Hill, 1998.  (ISBN 1-55934-993-X)
- From the Presocratics to the Present: A Personal Odyssey, New York, McGraw-Hill, 1998.  (ISBN 1-55934-975-1)
- In Search of God: The Language and Logic of Belief, Boston, Wadsworth, 1994.  (ISBN 0-534-19536-9)
- Self and Identity, New York, Macmillan, 1991.  (ISBN 0-02-365710-3)

## Source de la traduction
- (en) Cet article est partiellement ou en totalité issu de l’article de Wikipédia en anglais intitulé « Daniel Kolak » (voir la liste des auteurs).